# New Stevenston
 (janvier 2024).
New Stevenston est un village situé dans le North Lanarkshire, en Écosse.